# Emily Bolton
Emily Bolton (* 1951 in Aruba) ist eine von der Karibikinsel Aruba stammende aber in England und den Niederlanden aufgewachsene Schauspielerin, die meistens in TV-Serien auftritt; unter anderem 1989 in Capital City mit William Armstrong und Jason Isaacs. Sie wurde durch ihre Rolle als Bond-Girl in Moonraker – streng geheim bekannt. Ursprünglich wollte sie Konzertpianistin werden, entschied sich dann jedoch für eine Schauspielkarriere, wobei sie zuerst in Amsterdam und später London Schauspielschulen besuchte.

## Filmografie
- 1965: Out of the Unknown (Fernsehserie, eine Folge)
- 1973: The Regiment (Fernsehserie, eine Folge)
- 1974: Der Potenzprotz (Percy’s Progress)
- 1975: Survivors (Fernsehserie, eine Folge)
- 1975–1976: Mondbasis Alpha 1 (Space: 1999, Fernsehserie, fünf Folgen)
- 1975, 1977: Play for Today (Fernsehserie, zwei Folgen)
- 1976: Crossroads (Fernsehserie, sechs Folgen)
- 1976: Gangsters (Fernsehserie, sechs Folgen)
- 1977: Valentino
- 1977: Anna Karenina (Miniserie, eine Folge)
- 1977: Die Kette (Miniserie, zwei Folgen)
- 1978: Simon Templar – Ein Gentleman mit Heiligenschein (Return of the Saint, Fernsehserie, eine Folge)
- 1979: James Bond 007 – Moonraker – Streng geheim (Moonraker)
- 1980: Nick Lewis, Chief Inspector (Fernsehserie, eine Folge)
- 1981–1984: Tenko (Fernsehserie, 27 Folgen)
- 1983: Der Feuersturm (Winds of War, Miniserie)
- 1985: Tenko Reunion (Fernsehfilm)
- 1987: Empire State – Die Nacht der Entscheidung (Empire State)
- 1989–1990: Capital City (Fernsehserie, 11 Folgen)
- 1992: The Good Guys (Fernsehserie, eine Folge)